# حافظه (فیلم ۲۰۲۳)
حافظه (انگلیسی: Memory) فیلمی درام محصول ۲۰۲۳ به نویسندگی و کارگردانی میشل فرانکو است. جسیکا چستین، پیتر سارسگارد، مریت ویور، جسیکا هارپر، السی فیشر، بروک تیمبر و جاش چارلز در این فیلم به ایفای نقش پرداخته‌اند. این فیلم محصولی از مکزیک و آمریکا است.
حافظه برای رقابت در کسب شیر طلایی هشتادمین جشنواره بین‌المللی فیلم ونیز انتخاب شد و در ۸ سپتامبر ۲۰۲۳ در این جشنواره به نمایش درآمد. سارسگارد برای اجرایش برندهٔ جام ولپی بهترین بازیگر مرد شد. این فیلم در ۲۲ دسامبر ۲۰۲۳ در سینماهای ایالات متحده به‌صورت محدود اکران شد و انتشار گسترده‌اش را در ۵ ژانویهٔ ۲۰۲۴ آغاز کرد.

## بازیگران
- جسیکا چستین در نقش سیلویا
- پیتر سارسگارد در نقش سائول
- مریت ویور
- جسیکا هارپر
- السی فیشر
- بروک تایمبر
- جاش چارلز
- جکسون دورفمن در نقش مارک

## تولید
فیلم‌برداری در مهٔ ۲۰۲۲ در نیویورک به پایان رسید.

## انتشار
حاظفه در هشتادمین جشنواره بین‌المللی فیلم ونیز در ۸ سپتامبر ۲۰۲۳ به نمایش درآمد. اولین نمایش آن در آمریکای شمالی در جشنواره بین‌المللی فیلم تورنتو ۲۰۲۳ بود که در ۱۰ سپتامبر ۲۰۲۳ برگزار شد. این فیلم در ۲۲ دسامبر ۲۰۲۳ در سینماهای ایالات متحده به‌صورت محدود اکران شد و انتشار گسترده‌اش را در ۵ ژانویهٔ ۲۰۲۴ آغاز کرد.

## بازخورد

### منتقدان
در وبگاه جمع‌آوری نقد راتن تومیتوز، ٪۸۹ از ۴۶ بررسی منتقدان مثبت است و میانگینِ امتیاز آن ۷٫۱/۱۰ است. این فیلم در متاکریتیک که از میانگین وزنی استفاده می‌کند، بر اساس نظر ۹ منتقدین امتیاز ۷۳ از ۱۰۰ را کسب کرده که نشان‌گر «نقدهای عموماً مطلوب» است.

### افتخارات
| سال  | جایزه                  | دسته‌بندی                   | دریافت‌کننده(ها) | نتیجه    | منا.   |
| ---- | ---------------------- | -------------------------- | --------------- | -------- | ------ |
| ۲۰۲۳ | جشنوارهٔ بین‌المللی ونیز | شیر طلایی                  | میشل فرانکو     | نامزدشده | [ ۱۱ ] |
| ۲۰۲۳ | جشنوارهٔ بین‌المللی ونیز | جام ولپی بهترین بازیگر مرد | پیتر سارسگارد   | برنده    | [ ۱۱ ] |